# 1834 en Lorraine
Chronologie de la Lorraine
- 1830
- 1831
- 1832
- 1833
- 1834
- 1835
- 1836
- 1837
- 1838

Cette page est une liste d'événements qui se sont produits durant l'année 1834 en Lorraine.

## Événements

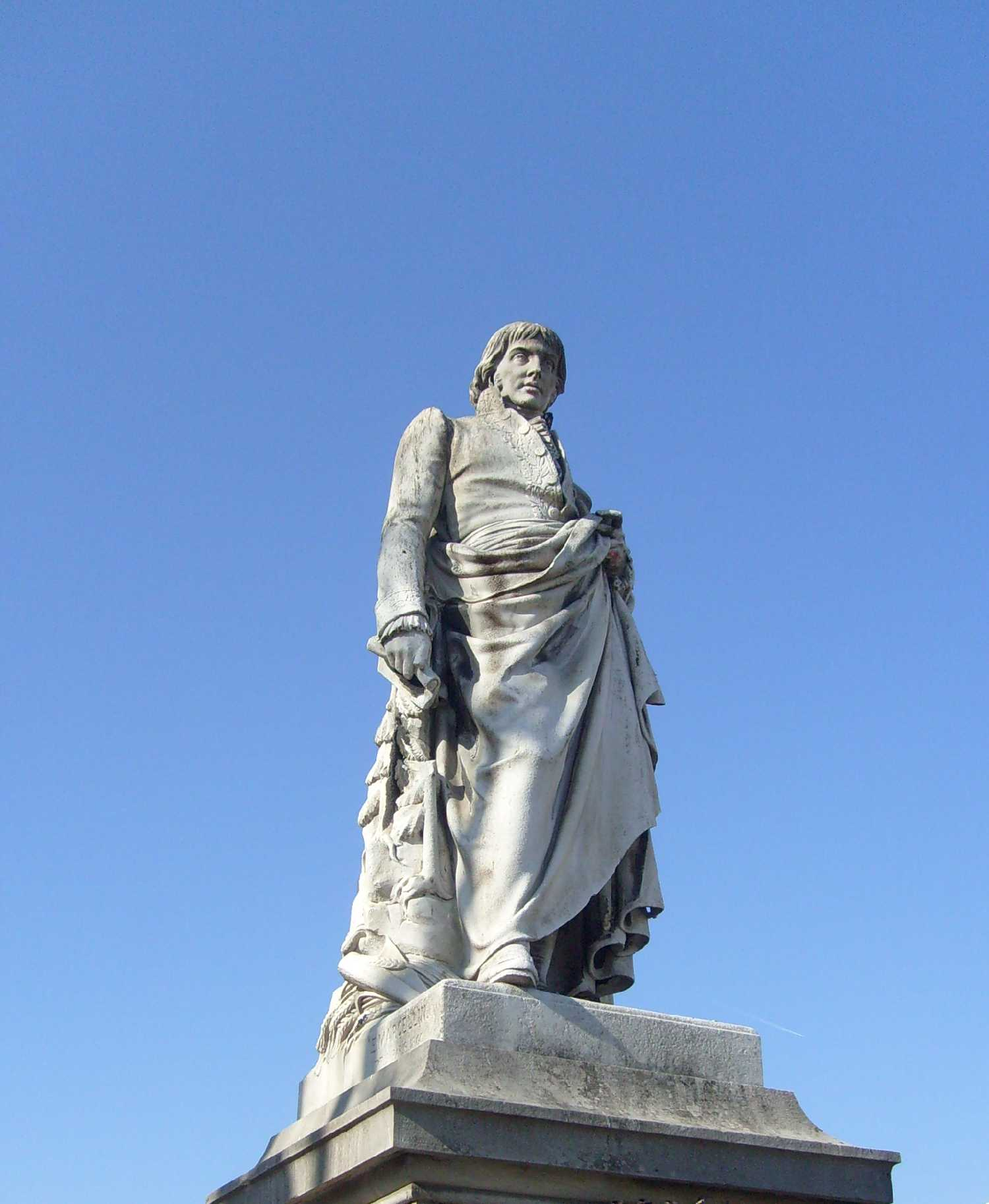
Statue de Ladoucette à Gap.

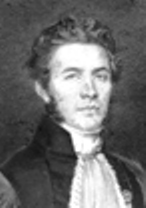
Narcisse Parant.

- Premières concessions d'exploitation du minerai de fer à Hayange et à Moyeuvre[1]..
- Conspiration républicaine au sein de la garnison de Lunéville[2].
- Élus du département de la Meurthe sous la monarchie de Juillet : Jean-François-Xavier Croissant : avocat à Toul, il est maire de la ville, conseiller général ; Charles-Louis Moreau, siégeant dans la majorité soutenant la monarchie de Juillet ; Joseph François de L'Espée; Maurice de Lacoste du Vivier ; Pierre François Marchal; Jean Auguste Chevandier de Valdrome et Pierre Alexandre Fleury de Chaboulon décédé en 1835, remplacé par Alphée Bourdon de Vatry
- Sont élus députés du collège de département de la Meuse : Charles Antoine Génin, réélu le 21 juin ; Jean Landry Gillon ; Charles-Guillaume Étienne et Jean-Baptiste Janin.
- Sont élus députés de la Moselle : Jean-François Génot. Réélu, il fait partie de la majorité ministérielle et siège jusqu'en octobre 1837 ; Charles-François de Ladoucette, il est député de Briey (alors en Moselle) jusqu'au 24 février 1848; Henri-Joseph Paixhans qui siège avec la majorité ministérielle ; Narcisse Parant, réélu (180 voix sur 306 votants et 363 inscrits contre 72 à M. Lallemand) ; Virgile Schneider, élu député du 6e collège de la Moselle (Sarreguemines)[3] ; Jean-Baptiste Pierre de Semellé. Député du 6e collège de la Moselle (Sarreguemines), il siégea dans la majorité ministérielle jusqu’en 1837; Jean Poulmaire décédé en 1836, remplacé par Louis Marie Vogt d'Hunolstein et Narcisse Parant
- Sont élus députés des Vosges : Augustin Doublat ; Hector Bresson ; Charles Gauguier ; Joseph Cuny et Nicolas Gouvernel.

## Naissances

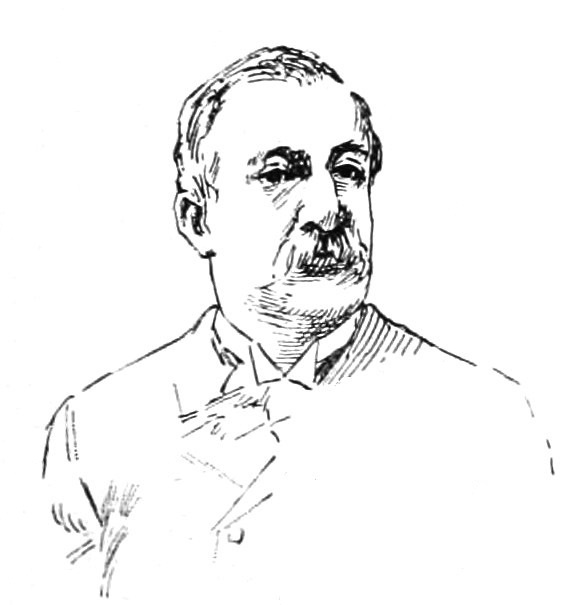
Charles Ferry

- 2 janvier à Saint-Mihiel : Hippolyte Maury, ou Jacques-Hippolytte Maury, mort le 14 octobre 1881 à Saint-Maurice, compositeur, chef d'orchestre et professeur de cornet à pistons au Conservatoire national de Paris de 1874 à 1880.
- 9 janvier à Vézelise : Élisabeth Rétiffe, morte le 24 février 1882 à Saint-Laurent-du-Maroni en Guyane, cartonnière, militante socialiste, ambulancière et communarde française.
- 9 avril à Bar-le-Duc : Edmond Nicolas Laguerre, mort le 14 août 1886, mathématicien français, connu surtout pour l'introduction des polynômes qui portent son nom.
- 7 mai à Nancy : Henri Limbourg, mort le 23 novembre 1920 à Paris[4], avocat, publiciste et haut fonctionnaire français, préfet de plusieurs départements. Il a été avocat et exécuteur-testamentaire d'Henri d'Orléans, duc d'Aumale.
- 23 mai à Saint-Dié : Charles Ferry, mort le 21 juillet 1909 à Paris, banquier, préfet, député et sénateur des Vosges, frère cadet du président du Conseil Jules Ferry et père du député Abel Ferry.
- 10 juin aux Forges : Charles Grandemange, né sans bras ni jambes au sein d'une famille d'ouvriers pauvres, mathématicien, calculateur prodige et instructeur de l'arithmétique d'Orléans, ville où il est mort le 14 octobre 1870.
- 15 juin
  - à Freistroff en Moselle : Étienne Dalstein[5], facteur d'orgue français du XIXe siècle[6].
  - à Metz : Joseph François Faller (décédé en 1914), prêtre catholique français. Il est le fondateur du musée militaire de Mars-la-Tour.
- 21 juin à Phalsbourg : Alexandre Weill, décédé le  23 juin 1906 à Paris), banquier et philanthrope français.
- 29 juin à Vigneulles-lès-Hattonchâtel : Mélanie Bourotte[7], morte à Guéret le 5 mai 1890[8], poétesse française.
- 6 septembre à Metz : Jérôme Vladislas Kieniewicz[9], décédé le 6 juin 1864 à Kazan, ingénieur centralien français. Partisan de l'insurrection polonaise de 1863, il fut exécuté à Kazan, en Russie, en juin 1864[10].
- 8 septembre à Étain (Meuse): Louis Prud'homme-Havette, homme politique français  décédé le 24 novembre 1904 à Étain.
- 22 septembre à Thiaucourt : Henri Marquis, homme politique français décédé le 4 mars 1906 à Paris.
- 12 octobre à Chaulnes: Bon-Arthur-Gabriel Mollien, décédé le 28 mai 1904), prélat français, évêque de Chartres.
- 14 octobre né à Sarrebourg : Anatole de Baudot, décédé à Paris, 28 février 1915, architecte français.
- 12 novembre à Metz : Édouard Jaunez (1834 - 1918), ingénieur de l'Ecole centrale de Paris, et entrepreneur, député protestataire lorrain. Il fut député au Reichstag de 1877 à 1890. Il épouse Berthe de Geiger en 1860, fille du baron Alexandre de Geiger, directeur des Faïenceries de Sarreguemines avec lequel il va contribuer à l'essor et au rayonnement de cette industrie[11],[12].

## Décès

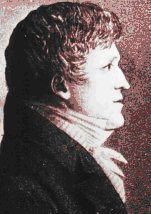
Général Eugène-Casimir Villatte

- 14 mai à Nancy : Eugène-Casimir Villatte, comte d'Oultremont[13], né le 14 avril 1770 à Longwy (actuel département de Meurthe-et-Moselle), général français de la Révolution et de l’Empire.

- 30 mai à Metz : François Gabriel Simon est un homme politique français né le 25 octobre 1768 à Metz (Moselle).

- 13 août à Metz : Hubert Pyrot est un homme politique français né le 12 février 1758 à Lignéville (Moselle).

- 7 octobre à Nancy : Nicolas-Charles, baron de Vincent, né en 1757 à Florence, général et diplomate lorrain au service de la maison de Habsbourg-Lorraine. Il est ambassadeur à Paris pendant la plus grande partie de la Restauration.

- 22 novembre à Nancy : Emmanuel-Michel-Bertrand-Gaspard Neuhaus, dit Maisonneuve, né à Landau (Allemagne) le 29 septembre 1757[14], général français de la Révolution et de l’Empire.